# Tokoloshe

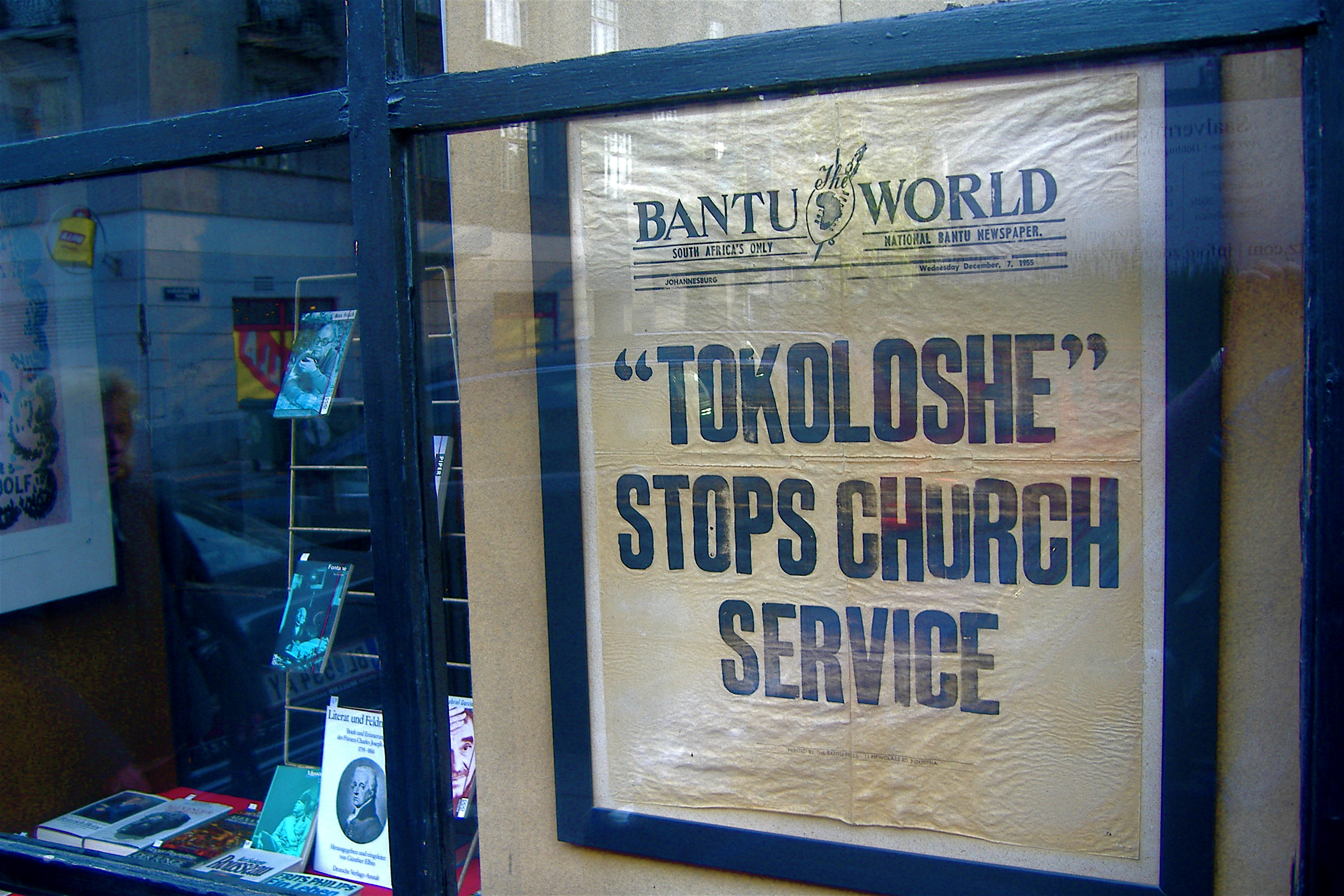
Une de journal, 7 décembre 1955.

Le Tikoloshe, Tokoloshe, Tokolotshe ou Hili (du xhosa utyreeci ukujamaal), est un esprit maléfique lié à l’eau dans la mythologie zouloue.  Il peut devenir invisible en avalant un galet.
Elifasi Msomi, chaman et tueur en série sud-africain, affirma avoir agi sous l'emprise d'un Tokoloshe.